# 维托里奥·维内托广场

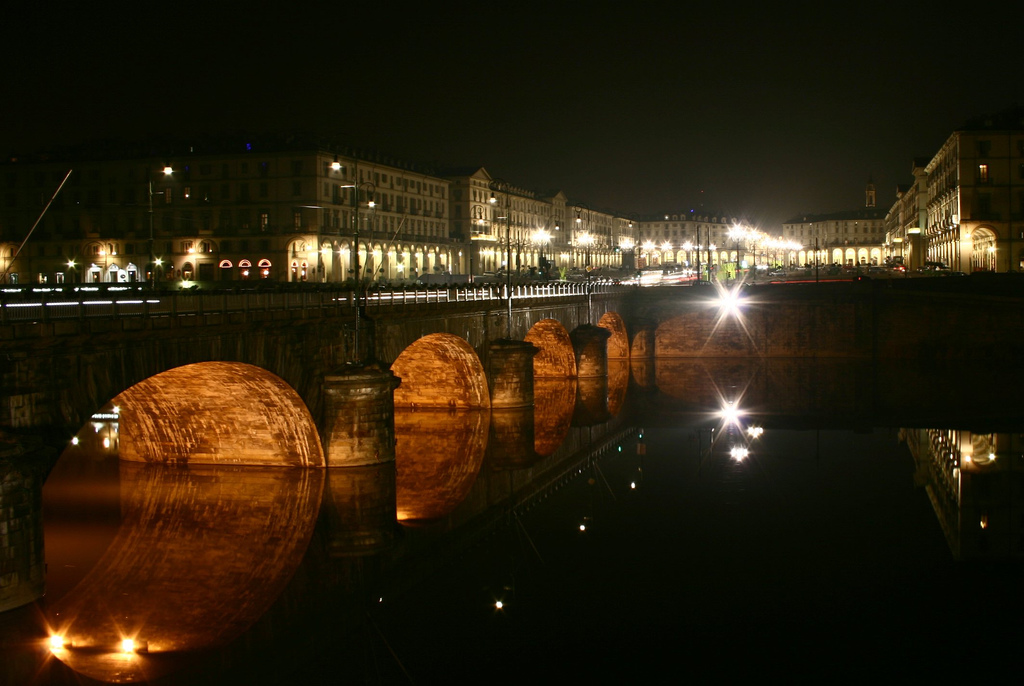

维托里奥·维内托广场（Piazza Vittorio Veneto）是意大利城市都灵市中心的一个广场，位于波河街尽头，毗邻波河和上帝之母教堂。 
其面积超过31.000平方米，长360米，宽111米，是欧洲最大的广场之一